# Düvier
Düvier este o comună din landul Mecklenburg-Pomerania Inferioară, Germania.